# Exogonia trilineaticeps
Exogonia trilineaticeps är en insektsart som beskrevs av Victor Antoine Signoret 1853. Exogonia trilineaticeps ingår i släktet Exogonia och familjen dvärgstritar. Inga underarter finns listade i Catalogue of Life.